# (1707) Chantal
(1707) Chantal – planetoida z grupy pasa głównego asteroid okrążająca Słońce w ciągu 3 lat i 112 dni w średniej odległości 2,22 au. Została odkryta 8 września 1932 w Observatoire Royal de Belgique w Uccle przez Eugène’a Delporte. Nazwa planetoidy pochodzi od imienia siostrzenicy Georgesa Rolanda, administratora Observatoire Royal de Belgique, współodkrywcy komety Arenda-Rolanda. Przed nadaniem nazwy planetoida nosiła oznaczenie tymczasowe (1707) 1932 RL.